# John Lockman
John Lockman (1698–1771) est un écrivain, poète et traducteur anglais.

## Biographie
Né en 1698 de provenance modeste, John Lockman est un érudit autodidacte qui a appris à parler français en fréquentant le Old Slaughter's Coffee House (en), un café sur St Martin's Lane, à Londres,. Il connaissait suffisamment Alexander Pope pour lui dédier en 1734 sa traduction de l'Oraison de Charles Porée.
Ses poèmes sont principalement des couplets occasionnels destinés à être mis en musique pour Vauxhall. En 1762, il essaye, en vain, de les faire imprimer par abonnement.
Lockman se présente souvent à la cour pour présenter ses vers à la famille royale et, après être devenu secrétaire de la British Herring Fishery, il offre en cadeaux des harengs marinés. Les poèmes et les harengs, a-t-il déclaré, ont été « très aimablement acceptés ».
Il est un contributeur fréquent du Gentleman's Magazine ou encore du Public Advertiser, où il fait notamment l'éloge de l'estampe The Destruction of the Children of Niobe de William Woollett, soulignant l'importance et l'impact de l'estampe, de Woollett et de John Boydell pour élever la réputation de l'école britannique de gravure.
John Lockman meurt à Brownlow Street, Londres, le 2 février 1771, laissant une veuve, Mary.

## Œuvre
John Lockman a travaillé sur le General Dictionary, Historical and Critical (en), un dictionnaire biographique publié en 10 volumes de 1734 à 1741 à Londres, et inspiré du Dictionnaire historique et critique de Pierre Bayle.
Il a traduit de nombreux ouvrages français, dont Le Siècle de Louis XIV et La Henriade de Voltaire ; Pharsamon, ou Les Nouvelles Folies romanesques de Marivaux ; Le Bachelier de Salamanque d'Alain-René Lesage, ou encore Lettres édifiantes et curieuses, une collection de 34 volumes de lettres envoyées en Europe par des jésuites missionnaires.
Lockman aussi écrit une History of Christianity, ainsi que des histoires d'Angleterre, Grèce et Rome, sous forme de questions-réponses, qui ont été rééditées à de nombreuses reprises.
Lockman a aussi publié. :
- The Charms of Dishabille; or, New Tunbridge Wells at Islington, une chanson, Londres, c. 1733.
- David's Lamentation over Saul and Jonathan. A Lyric Poem, Londres, 1736 (5e éd. en 1740).
- Rosalinda, a Musical Drama …’ with an inquiry into the history of operas and oratorios, Londres, 1740.
Mis en musique par John Christopher Smith et joué au Hickford's Long Room (en), à Londres.
- To the long-conceal'd first Promoter of the Cambrick and Tea-Bills [S. T. Janssen]: an Epistle [in verse], Londres, 1746.
- A Discourse on Operas, en première partie de Fetoute. Drama, &c. de Francesco Vanneschi, Londres, 1747.
- The Shetland Herring and Peruvian Gold-Mine: a Fable, en vers, Londres, 1751 (2e éd. en 1751).
- A proper Answer to a Libel written by L. D. N[elme] … against J. Lockman [anon.], Londres, 1753. Pamphlet sarcastique contre Lemuel Dole Nelme (en)
- A faithful Narrative of the late pretended Gunpowder Plot in a Letter to the … Lord Mayor of London, Londres, 1755.
- A History of the Cruel Sufferings of the Protestants and others by Popish Persecutions in various Countries, Londres, 1760.